# Corbon (Orne)
Corbon – miejscowość i gmina we Francji, w regionie Normandia, w departamencie Orne.
Według danych na rok 1990 gminę zamieszkiwało 108 osób, a gęstość zaludnienia wynosiła 13 osób/km² (wśród 1815 gmin Dolnej Normandii Corbon plasuje się na 778. miejscu pod względem liczby ludności, natomiast pod względem powierzchni na miejscu 627.).